# Богунов, Ярослав Геннадьевич
Яросла́в Генна́диевич Богуно́в (укр. Ярослав Геннадійович Богунов, род. 4 сентября 1993, Луганск) — украинский футболист, полузащитник

## Клубная карьера
Воспитанник луганского футбола, играл за юношеские команды различных клубов Украины. В сезоне 2010/11 играл за дубль харьковского «Металлиста». В 2012 году выступал в чемпионате Луганской области за клуб «Счастье» из одноимённого города.
В феврале 2013 года стал игроком бобруйской «Белшины». Сначала выходил на замены, а впоследствии закрепился в основе бобруйского клуба. В начале сезона 2014 был игроком основы (играл на позиции левого полузащитника), но в мае 2014 года получил травму, из-за которой выбыл до конца сезона.
В сезоне 2015 вернулся в основу «Белшины», стал выступать преимущественно на позиции правого полузащитника. В январе 2016 года, после прихода нового руководства, получил предложение остаться в клубе и подписал новый контракт. Но вскоре во время предсезонной подготовки получил травму. В марте 2016 года стало известно, что контракт клуба с игроком был разорван.
В сентябре 2016 года тренировался с могилёвским «Днепром». В начале 2017 года присоединился к новополоцкому «Нафтану», с которым в марте подписал контракт. При этом, получив вид на жительство, перестал считаться легионером в чемпионате Белоруссии. В июне 2017 года из-за тяжелого финансового положения клуба покинул «Нафтан».
Вскоре после ухода из «Нафтана» присоединился к минским «Крумкачам». В июле 2017 года подписал контракт со столичным клубом. В первом же матче за «Крумкачы» отметился голом в ворота своего бывшего клуба «Нафтана», тем самым помог «минчанам» выйти в четвертьфинал Кубка Белоруссии (итоговый счет 2:1). Позже закрепился в качестве прочного игрока основы. 26 ноября 2017 года в матче последнего тура против «Минска» забил гол ударом через себя, тем самым принес «Крумкачам» победу 2:1 и помог клубу сохранить место в Высшей лиге на следующий сезон.
По окончании сезона, в декабре 2017 года, стало известно что Богунов, который стал свободным агентом, может продолжить карьеру в Венгрии.
В 2020 году на два года отстранён от участия в любых соревнованиях проводимых по эгидой ФИФА и входящих в неё ассоциаций, за участие в организации «договорных матчей».

## Достижения
«Ингулец»
- Победитель Первой лиги Украины: 2023/24